# Pshatavan
Pshatavan (in armeno Փշատավան?, in passato Igdali) è un comune dell'Armenia di 2 827 abitanti (2009) della provincia di Armavir.